# Придняпров'є
Придняпров'є (біл. Прыдняпроўе) — село (біл. веска) в складі Оршанського району розташоване у Вітебській області Білорусі. Село входить до складу Андрєєвщинської сільської ради.
Придняпров'є розташоване на півночі Білорусі, у південній частині Вітебської області.